# Heifer International
Heifer International (également connu sous le nom de Heifer Project International) est une ONG internationale à but non lucratif dont le but est d'éradiquer la pauvreté et la faim dans le monde en encourageant un développement communautaire holistique et durable fondé sur des valeurs éthiques,,,,,,. Le principe de l'aide matérielle apportée par Heifer International est de faire don d'animaux, accompagnés d'une formation aux techniques agricoles et aux valeurs, afin de permettre à des familles très pauvres d'atteindre l'autosuffisance. Les bénéficiaires doivent s'engager à « transmettre le cadeau » en faisant don à d'autres d'animaux nés de ceux qu'ils ont reçus, tout en partageant les compétences qu'ils ont acquises en matière d'élevage,,,,,.
Basé à Little Rock, en Arkansas, aux États-Unis, Heifer International a commencé en 1944 avec un envoi de 17 génisses à Porto Rico,,,,. Depuis lors, l'ONG a distribué du bétail, dont des chèvres, des abeilles et des buffles, avec des formations et d'autres ressources, à 20,7 millions de familles, soit plus de 105 millions de personnes dans plus de 125 pays. Heifer International fait partie des cent plus grosses ONG américaines.

## Historique
Heifer International a vu le jour en 1944 sous le nom de Heifers for Relief. Son fondateur, Dan West, était un agriculteur qui avait travaillé dans l'humanitaire pour l'Église des Frères pendant la guerre civile espagnole. C'est pendant une distribution de lait à des enfants réfugiés affamés en 1938 qu'il conçoit l'idée que "ces enfants n'ont pas besoin d'une tasse de lait, ils ont besoin d'une vache".
De retour chez lui, Dan West s'associe avec des voisins et des membres de son église. Le Heifers for Relief Committee est fondé en 1939. En 1942, le projet est approuvé par le ministère de l'Agriculture des États-Unis en tant que projet national. L'organisme de bienfaisance a été constitué en association en 1944 et envoie ses premiers animaux (17 génisses) à Porto Rico. Ces animaux avaient été donnés par des agriculteurs locaux voisins de Dan West. Heifer International allait par la suite élargir son champ d'action pour distribuer du poisson, des poulets, des porcs, des chèvres, des moutons, des bovins, des bœufs, des buffles, des abeilles, et toutes sortes d' aux communautés rurales pauvres du monde entier.
Le premier employé rémunéré de Heifer International a été Thurl Metzger, un membre de l'Église des Frères qui a commencé comme bénévole et a occupé par la suite des postes de direction au sein de l'association. Plus précisément, il a été directeur exécutif et de directeur des programmes internationaux de l'organisme à but non lucratif de 1951 à 1981. Il a donc conduit la diversification des offres du programme ainsi que celles des régions géographiques assistées par Heifer International. Sous son mandat, Heifer International s'est orienté vers le travail dans les pays en développement plutôt que dans les régions en reconstruction après une guerre.
Au début des années 1970, Heifer consolide son réseau aux États-Unis en achetant plusieurs grandes fermes, dont un ranch de près de 500 hectaces à Perryville, en Arkansas, pour en faire des installations d'élevage. L'organisation installe son siège social à Little Rock, près du ranch de Perryville, en 1971.
En 1992, Jo Luck, ancienne membre du cabinet du gouverneur de l'Arkansas Bill Clinton, est nommé à la tête de Heifer International après avoir été directrice des programmes internationaux de l'association. Sous sa direction, le budget de Heifer International a explosé pour atteindre près de 100 millions de dollars.
En 2008, la Fondation Bill & Melinda Gates a accordé à Heifer International une subvention de 42,5 millions de dollars pour aider les agriculteurs ruraux pauvres d'Afrique de l'Est à doubler leurs revenus en augmentant leur production de lait cru de haute qualité à vendre aux laiteries. En 2012, la Fondation Gates a à nouveau accordé 8,2 millions de dollars supplémentaires.

## Branche française
En 1996, l'éleveur français André Decoster rencontre le travail de l'organisation Heifer International lors d'une visite en Chine. Il lance à son tour une activité similaire à partir de la France, en commençant par aider des paysans d'Europe de l'Est à reconstituer leur cheptel dans une situation d'après-guerre : il envoie 66 chèvres au Kosovo en 1999. Une association française est constituée en 2001 sous le nom d’"Élevages sans frontières".

## Note
1. ↑  Heifer signifie génisse en anglais.